# Sobór św. Aleksego w Samarkandzie
Sobór św. Aleksego – prawosławny sobór w Samarkandzie, w jurysdykcji eparchii taszkenckiej. 

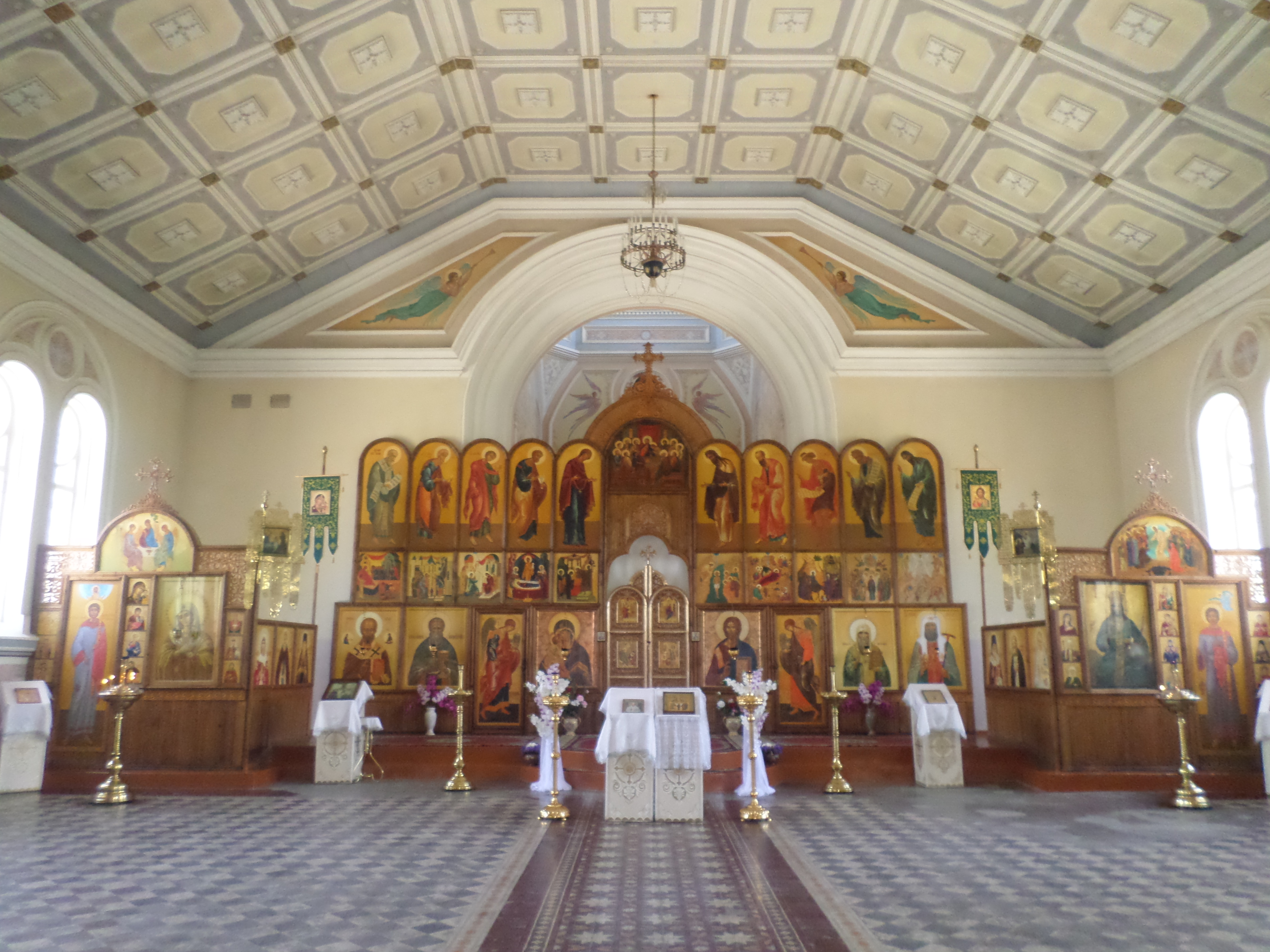
Wnętrze soboru – ikonostas

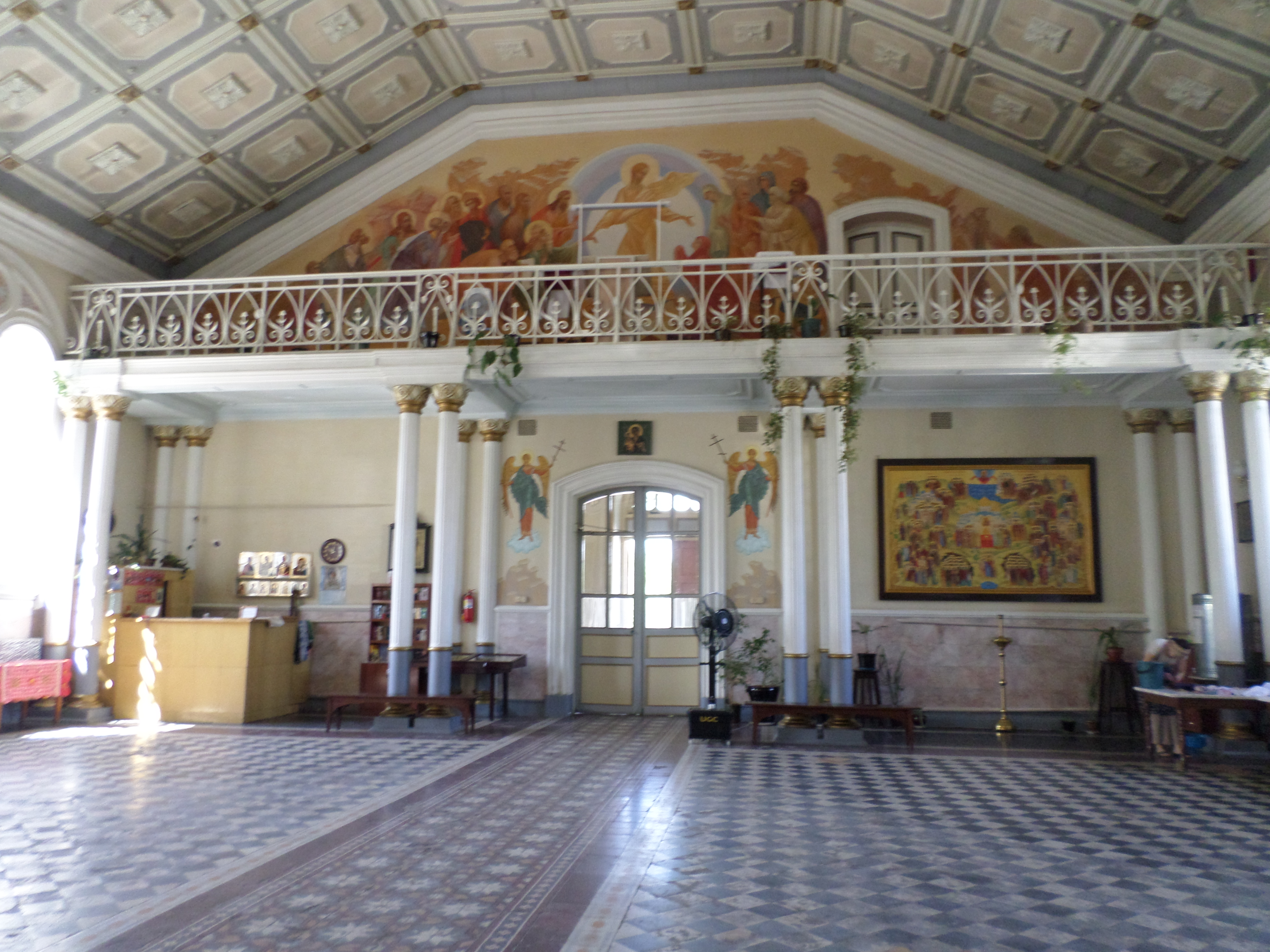
Wnętrze soboru – chór

Kamień węgielny pod budowę świątyni został położony w 1909, zaś sam gmach wzniesiono w ciągu kolejnych dwóch lat. W 1912 miało miejsce poświęcenie gotowego obiektu. Cerkiew pełniła funkcje sakralne do lat 20. XX wieku, gdy została odebrana prawosławnym i zaadaptowana na cele świeckie. W 1929 z budynku zdjęto kopuły i rozebrano dzwonnicę. Sobór znajdował się na terenie jednostki wojskowej, następnie mieściło się w nim muzeum. Świątynia została zwrócona Rosyjskiemu Kościołowi Prawosławnemu w 1996. W tym samym roku jej ponownego poświęcenia dokonał patriarcha moskiewski i całej Rusi Aleksy II.